# Graptopetalum pentandrum
Graptopetalum pentandrum és una espècie de planta suculenta del gènere Graptopetalum, de la família de les Crassulaceae.

## Descripció
És un arbust suculent perenne, glabre, que forma rosetes de fulles carnoses, amb les tiges primer erectes i després més o menys decumbents, rígides, fortament llenyoses, ramificades predominantment des de la base, de color verd apagat, fortament glauc.
Rosetes laxes, de 6 a 8 cm de diàmetre, amb 12 a 35 fulles repartides entre 1 a 9 cm.
Fulles que s'estenen una mica recurvades, majoritàriament obovades, cuneades, obtuses a arrodonides, amb un discret mucró, de 2 a 4 cm de llarg, 1,5 a 2,3 cm d'ample i 5 a 8 mm de gruix, de color primer blavós-glauc-pruinós, més tard gris-groguenc, majoritàriament amb un to d'espígol.
Inflorescències que s'estenen entre 2 i 8 cm per sota de les puntes de les branques, de 20 a 35 cm, esveltes, formant tirs, de 12 a 20 cm amb 3 a 4 tiges simples o 2 en zigazaga, de 10 a 15 cm de llarg, amb branques de 7 a 10 flors cadascuna.
Flors en forma d'estrella de 5 puntes, amb els pètals triangulars aguts, de color blanc grogós amb la meitat superior gairebé completament vermell fosc. Es distingeixen de la resta d'espècies per tenir només 5 estams, així com llargues branques i pedicels d'inflorescència prims.

## Distribució
Espècie endèmica de l'estat de Michoacán de Mèxic. Creix en penya-segats ombrívols, a 1200 m d'altitud.

## Taxonomia
Graptopetalum pentandrum va ser descrita per Moran, Reid Venable i publicada a Cactus and Succulent Journal 43: 255. 1971.
Graptopetalum: nom genèric que deriva de les paraules gregues: γραπτός (graptos) per a "escrits", pintats i πέταλον (petalon) per a "pètals" on es refereix als pètals generalment tacats.
pentandrum: epítet llatí de les paraules 'penta' = cinc i 'andros' = estams.